# Prix John-Maddox

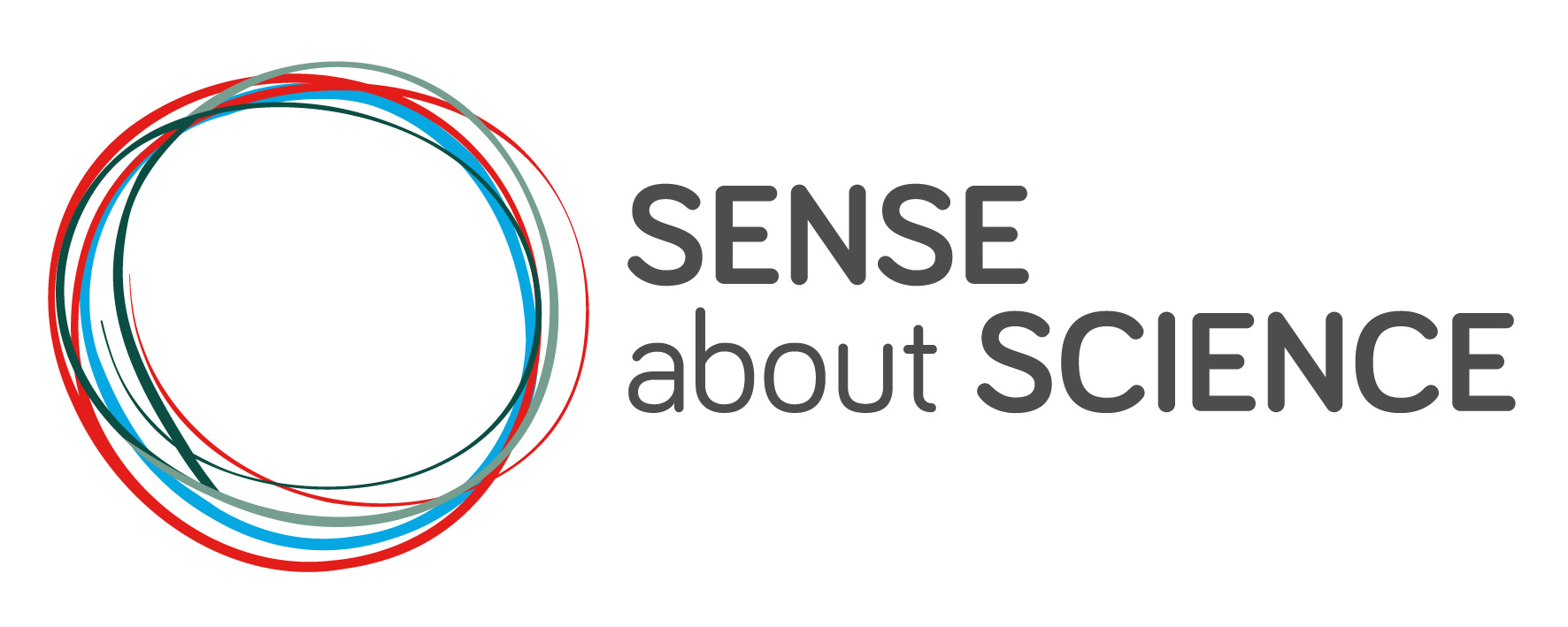
Logo de Sense about Science, l'association décernant le Prix John-Maddox.

Le prix John-Maddox (anglais : John Maddox Prize) est un prix international décerné par l’association caritative britannique Sense about Science en partenariat avec la revue scientifique Nature. Il récompense chaque année depuis 2012 un ou deux chercheurs « qui ont fait preuve d’un grand courage et d’intégrité en défendant la science et le raisonnement scientifique face à une opposition farouche et à de l’hostilité ». Il est nommé d’après John Maddox, ancien rédacteur en chef de Nature.

## Lauréats
- 2012 :
  - Fang Shi-min, pour avoir révélé malgré les menaces des cliniques qui employaient des traitements non éprouvés.
  - Simon Wessely (en), pour avoir fait face au harcèlement et aux intimidations lorsqu’il parlait de ses travaux sur le syndrome de fatigue chronique et le syndrome de la guerre du Golfe.
- 2013 : David Nutt, pour ses travaux sur la classification des drogues et pour avoir encouragé le débat rationnel malgré l’opposition et les critiques.
- 2014 :
  - Emily Willingham, pour avoir atteint un vaste public en écrivant sur des sujets tels que les tueries en milieu scolaire et l’accouchement à domicile.
  - David Robert Grimes, pour avoir écrit, malgré l’hostilité et les menaces, sur des sujets polémiques tels que l’énergie nucléaire, le changement climatique et les preuves scientifiques dans le débat sur l’avortement en Irlande.
- 2015 :
  - Edzard Ernst, pour son engagement de longue durée à appliquer des méthodologies de recherche scientifique aux médecines alternatives complémentaires, malgré les attaques personnelles et les tentatives de lui faire perdre son emploi.
  - Susan Jebb, pour sa promotion compréhension du public en matière de nutrition, malgré les attaques personnelles.
- 2016 : Elizabeth Loftus, pour ses travaux sur la mémoire humaine, effectués malgré les attaques personnelles et les tentatives de discréditer son statut professionnel et ses recherches.
- 2017 : Riko Muranaka (en), pour son utilisation des preuves scientifiques dans le débat public sur le vaccin contre les infections à papillomavirus humain, malgré les tentatives de la faire taire par des procès et de discréditer son statut professionnel.
- 2018 :
  - Terry Hughes, pour son travail visant à faire connaître le blanchissement des coraux au public, poursuivi malgré l’hostilité de politiciens, de personnages publics et de l’industrie du tourisme australienne.
  - Britt Hermes, une ancienne naturopathe, pour avoir dénoncé des allégations trompeuses de naturopathes et pour sa volonté de remettre en question ses propres opinions, malgré les procès et le harcèlement.
- 2019 :
  - Bambang Hero Saharjo, un expert de la déforestation par incendie volontaire en Indonésie et poursuivi en justice par un producteur d’huile de palme qu’il avait aidé à faire condamner.
  - Olivier Bernard, pour avoir subi une campagne de harcèlement après avoir parlé de l’absence de preuves d’efficacité de la vitamine C dans le traitement du cancer.
- 2020 :
  - Anthony Fauci et Salim S. Abdool Karim, pour leur communication avec le grand public lors de la pandémie de Covid-19.
  - Anne Abbott, pour ses travaux remettant en question les traitements de la sténose carotidienne[2].
- 2021 :
  - Elisabeth Bik, pour son travail exceptionnel de dénonciation des menaces à l’intégrité de la recherche dans les articles scientifiques.
  - Sharif Razai, pour son travail sur les inégalités raciales dans l’accès aux soins[3].
- 2022 : Eucharia Oluchi Nwaichi, pour avoir « impliqué des communautés en conflit dans la recherche de solutions à la pollution dans les champs pétrolifères du delta du Niger »[4],[5].